# Kanton Darney
Kanton Darney (fr. Canton de Darney) je francouzský kanton v departementu Vosges v regionu Lotrinsko. Skládá se z 82 obcí. Před reformou kantonů 2014 ho tvořilo 21 obcí.

## Obce kantonu
od roku 2015:
| - Les Ableuvenettes - Ahéville - Ainvelle - Ameuvelle - Attigny - Bainville-aux-Saules - Bazegney - Begnécourt - Belmont-lès-Darney - Belrupt - Bleurville - Blevaincourt - Bocquegney - Bonvillet - Bouzemont - Châtillon-sur-Saône - Circourt - Claudon - Damas-et-Bettegney - Damblain - Darney - Dombasle-devant-Darney - Dommartin-aux-Bois - Dommartin-lès-Vallois - Dompaire - Escles - Esley - Fignévelle | - Fouchécourt - Frain - Frénois - Gelvécourt-et-Adompt - Gignéville - Girancourt - Godoncourt - Gorhey - Grignoncourt - Hagécourt - Harol - Hennecourt - Hennezel - Isches - Jésonville - Lamarche - Légéville-et-Bonfays - Lerrain - Lironcourt - Madonne-et-Lamerey - Marey - Maroncourt - Martigny-les-Bains - Martinvelle - Mont-lès-Lamarche - Monthureux-sur-Saône - Morizécourt | - Nonville - Pierrefitte - Pont-lès-Bonfays - Provenchères-lès-Darney - Racécourt - Regnévelle - Relanges - Robécourt - Rocourt - Romain-aux-Bois - Rozières-sur-Mouzon - Saint-Baslemont - Saint-Julien - Sans-Vallois - Senaide - Senonges - Serécourt - Serocourt - Les Thons - Tignécourt - Tollaincourt - Les Vallois - Vaubexy - Velotte-et-Tatignécourt - Ville-sur-Illon - Villotte - Viviers-le-Gras |

před rokem 2015:
- Attigny
- Belmont-lès-Darney
- Belrupt
- Bonvillet
- Darney
- Dombasle-devant-Darney
- Dommartin-lès-Vallois
- Escles
- Esley
- Frénois
- Hennezel
- Jésonville
- Lerrain
- Pierrefitte
- Pont-lès-Bonfays
- Provenchères-lès-Darney
- Relanges
- Saint-Baslemont
- Sans-Vallois
- Senonges
- Les Vallois